# Consejo Consultivo del Principado de Asturias
El Consejo Consultivo del Principado de Asturias en castellano, o también denominado como el Conseyu Consultivu del Principáu d'Asturies en asturiano, es el máximo órgano consultivo de la Comunidad Autónoma y tiene su sede en la Casa de Nava, situada en el barrio gijonés de Cimadevilla.
Su existencia viene recogida en el Estatuto de Autonomía del Principado de Asturias y su composición y competencias se concretan en la Ley del Principado de Asturias 1/2004, de 21 de octubre, del Consejo Consultivo.
Se compone de cinco miembros que actúan de Vocales o Consejeros, dos nombrados a propuesta de la Junta General del Principado de Asturias y tres a propuesta del Consejo de Gobierno del Principado de Asturias.